# تلما تاد
 تلما تود (انگلیسی: Thelma Todd؛ ‏ ۲۹ ژوئیهٔ ۱۹۰۶ – ۱۶ دسامبر ۱۹۳۵) بازیگر اهل ایالات متحده آمریکا بود. وی بین سال‌های ۱۹۲۶ تا ۱۹۳۵ میلادی فعالیت می‌کرد.

## فیلم‌شناسی
از فیلم‌ها یا برنامه‌های تلویزیونی که وی در آن نقش داشته است، می‌توان به این همان شب است، دختر کولی، برادر شیطان، یک افتضاح حسابی، پیامدهای کارهای گذشته و چرندیات اشاره کرد.